# Erfgoedcentrum Achterhoek en Liemers
Het Erfgoedcentrum Achterhoek en Liemers (ECAL) richt zich op de streekcultuur en -historie van de Achterhoek en de Liemers. Het centrum is op 1 juli 2011 voortgekomen uit de fusie van het Staring Instituut en het Achterhoeks Archief. Het is gevestigd in Doetinchem. 
Het instituut beheert archieven, beeldcollecties, boeken en documentatie. Het materiaal is voor het publiek gratis toegankelijk. Een deel van de informatie is via een website beschikbaar.
Naast het beheer van archieven en collecties organiseert het centrum activiteiten op het gebied van educatie voor zowel scholen als voor volwassenen.
In samenwerking met de Steenbergenstichting geeft het Erfgoedcentrum Achterhoek en Liemers publicaties uit.

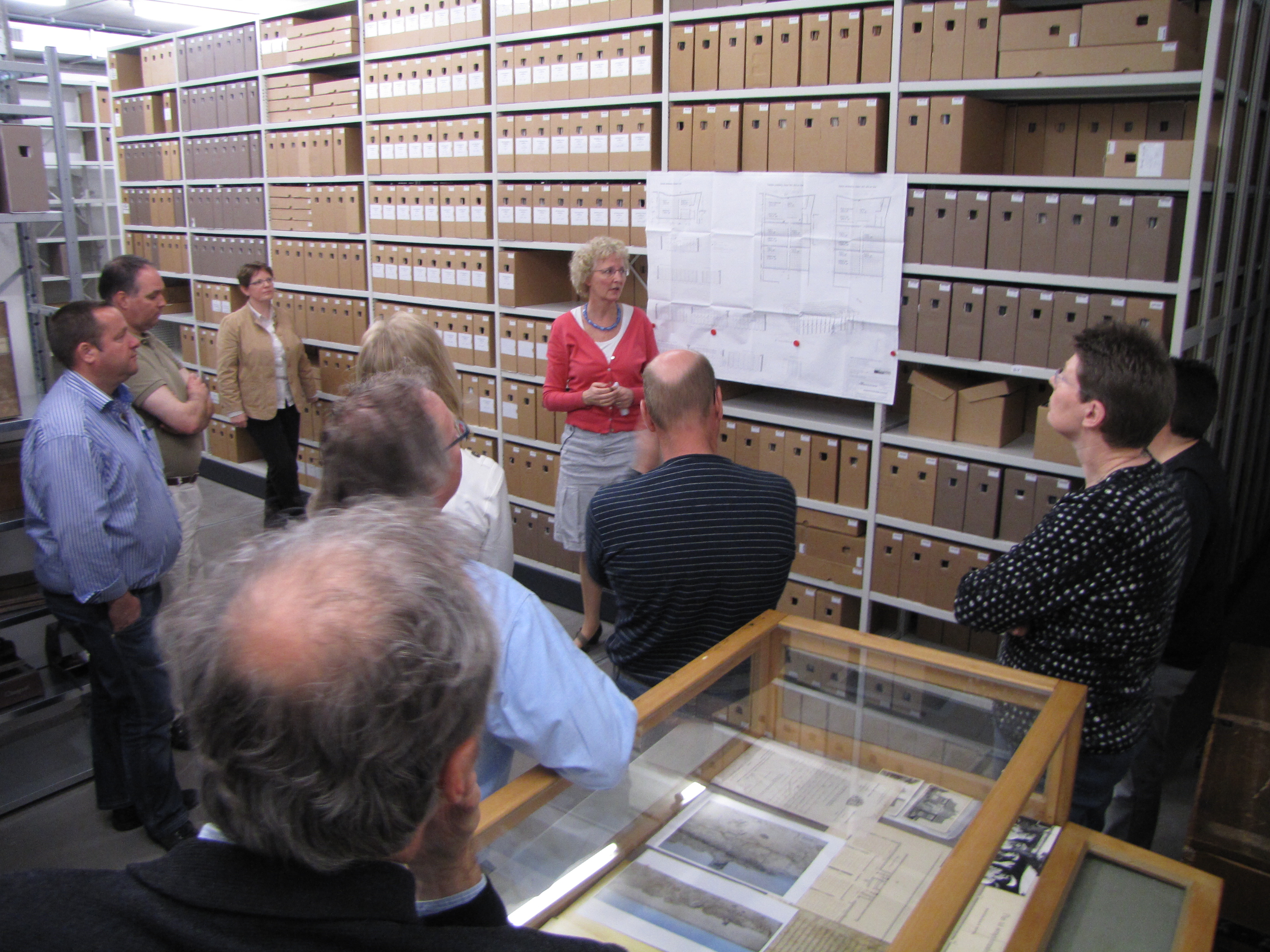
Archiefdepot van ECAL, 2012.